# پنجاه‌پنجاه (فیلم ۱۹۲۵)
پنجاه‌پنجاه (به انگلیسی: Fifty-Fifty) یک فیلم درام آمریکایی است که در سال ۱۹۲۵ منتشر شد. از بازیگران آن می‌توان به لیونل باریمور و لوئیز گلام اشاره کرد. این فیلم امروزه یک فیلم گمشده محسوب می‌شود.